# Pláka (Milos)
Pour les articles homonymes, voir Pláka (homonymie).
Pláka, en grec moderne : Πλάκα, également appelé Milos (Μήλος), est un village situé dans l'île de Milos, dans les Cyclades, en Grèce.

## Généralités
Le nom de Pláka fait référence au terrain plat sur lequel les maisons ont été construites lorsque le château ne suffisait plus à loger la population. Le village est construit à une altitude de 220 mètres, surplombant la baie de Milos. La localité actuelle a été créée par l'abandon de la précédente, Zefyría ou Chóra.
Selon le recensement de 2011, la population de Pláka compte 749 habitants.
Pláka a une forte couleur traditionnelle, avec une architecture cycladique, d'étroites ruelles pavées et de petites boutiques typiques, des restaurants et des cafés. Au point culminant de Pláka, sur une colline d'origine volcanique, se trouve le château, construit par les Vénitiens au XIIIe siècle. Au sommet du château se trouve l'église de l'Assomption de la Vierge Marie ou Mésa Panagía, tandis que plus bas se trouve l'église de l'Assomption du Christ ou Panagía Thalassítra.
Le siège de Milos, l'église de la Nativité de la Vierge Marie ou Panagía Korfiátissa, est également situé à Pláka. L'église a été construite en 1820 et est de style byzantin-cycladique. Dans l'église sont conservées de nombreuses reliques et icônes, dont celle de Panagía Korfiátissa.
Le musée archéologique (en) et le musée folklorique de Milos sont situés à Pláka, tandis que la plupart des services publics de l'île y sont hébergés.